# Жестяной барабан (фильм)
«Жестяно́й бараба́н» (нем. Die Blechtrommel) — философская кинодрама по одноимённому роману Гюнтера Грасса в постановке Фолькера Шлёндорфа. Фильм удостоен «Золотой пальмовой ветви» Каннского кинофестиваля и премии «Оскар» как лучший фильм на иностранном языке. Вызвав в своё время небывалый скандал, ныне «Жестяной барабан» считается одним из самых выдающихся фильмов немецкой новой волны в истории кинематографа.
Большой популярности фильма в большей степени способствовал 12-летний Давид Беннент в роли Оскара — мудрого мальчика, решившего в годы зарождения национал-социализма не становиться взрослым. От его имени ведётся рассказ о жизни семьи на фоне новой истории древнего Данцига — Гданьска, проводящий нас через кромешный ад войны.

## Сюжет
Действие происходит в Кашубии, главным образом в Данциге. Мать главного героя, Агнес, происходит из кашубов. Она с юности влюблена в двоюродного брата Яна Бронски, однако выходит замуж за немца Альфреда Мацерата. Когда у неё рождается сын Оскар, никто точно не знает, кто из двоих является его отцом. Ян остаётся любовником Агнес и в последующие годы.
В 1927 году, когда Оскару исполняется три года, ему дарят игрушечный барабан, с которым он с тех пор не расстаётся (время от времени барабан лопается, и тогда Оскару покупают новый в лавке еврея Маркуса). В том же возрасте трёх лет Оскар, видя неприглядный мир взрослых, решает никогда больше не расти. Зайдя в открытый погреб, он намеренно падает с лестницы, после чего прекращает расти. Агнес обвиняет в этом мужа, который оставил погреб открытым, пойдя за пивом. Вскоре у Оскара обнаруживается ещё одна особенность: когда он громко кричит, его крик разбивает стёкла.
Детство Оскара приходится на период, когда набирает силы национал-социалистическая партия. Многие местные жители недолюбливают её, а Мацерат становится членом партии и вместо портрета Бетховена на пианино ставит портрет фюрера. Однажды Оскар пробирается на большое партийное мероприятие, где должен выступить важный партийный чин. Играя на барабане под сценой, Оскар сбивает оркестр, который начинает играть вальс, и присутствующие пускаются танцевать, так что выступление оратора срывается.
Агнес понимает, что беременна, вероятно от Яна, и приходит на исповедь. В это время Оскар надевает барабан на скульптуру Младенца Иисуса, однако священник прогоняет его. О беременности Агнес никому не говорит и не хочет иметь ребёнка. Гуляя по берегу моря, Оскар с матерью, Мацератом и Бронски видят, как рабочий ловит угрей на отрубленную голову лошади в качестве приманки. Агнес становится плохо, однако Мацерат покупает несколько угрей и готовит из них обед. Агнес сначала отказывается есть, однако затем, пересилив себя, поедает угрей. После этого она начинает постоянно есть рыбу и вскоре умирает.
Наступает 1939 год. Торговца Маркуса, всегда симпатизировавшего Агнес и Оскару, убивают во время еврейского погрома. 1 сентября поляки, работавшие на почте в Данциге, в том числе Ян Бронски, которого сопровождает Оскар, укрываются в здании почты и отстреливаются от немцев. Однако после разгрома почты всех, кроме Оскара, расстреливают.
Через некоторое время Мацерат берёт в магазин помощницу, юную Марию, которая также становится его любовницей и потом женой. Как и Оскару, ей 16 лет. У Оскара также возникает связь с Марией, и когда у неё рождается сын Курт, которого Мацерат считает своим, Оскар решает, что это его сын.
Оскар встречает артиста-лилипута Бебру, с которым познакомился ещё в детстве на цирковом представлении. Бебра теперь служит в Вермахте и предлагает Оскару присоединиться к их труппе и поехать с гастролями во Францию, чтобы продемонстрировать своё умение разбивать стекло голосом. Оскар принимает предложение и на гастролях сближается с подругой Бебры, лилипуткой Розитой. Когда во Франции высаживается союзнический десант, труппа спешно уезжает, однако Розита гибнет при бомбардировке.
Оскар возвращается к семье, но и в город вскоре вступают советские войска. Мацерат пытается проглотить значок НСДАП, однако давится им и из-за конвульсивных движений его застреливает советский солдат. На похоронах Мацерата Оскар, которому сейчас 21 год, решает, что теперь он снова должен расти. Он бросает барабан в могилу Мацерата. Курт, играя, попадает камнем в голову Оскара, тот падает и начинает расти. Мария с Оскаром и Куртом покидает Данциг с беженцами, стремящимися на запад, в городе остаётся только бабушка-кашубка.

## В ролях
| Актёр               | Роль                                       |
| ------------------- | ------------------------------------------ |
| Давид Беннент       | Оскар (отказавшийся расти мальчик)         |
| Ангела Винклер      | Агнес Мацерат (мать Оскара)                |
| Берта Древс         | Анна (бабушка Оскара)                      |
| Марио Адорф         | Альфред Мацерат (отец Оскара)              |
| Даниэль Ольбрыхский | Ян Бронски (кузен Агнес)                   |
| Катарина Тальбах    | Мария (жена Альфреда после смерти Агнес)   |
| Шарль Азнавур       | Сигизмунд Маркус (хозяин магазина игрушек) |
| Фриц Хакль          | Бебра                                      |
| Мариэлла Оливери    | Розвита                                    |
| Тадеуш Куниковски   | дядя Винценц                               |
| Андреа Ферреоль     | Лина Грефф                                 |
| Хайнц Беннент       | Грефф (друг Мацератов)                     |
| Ильза Паже          | Гретхен Шефлер (подруга Агнес)             |
| Тина Энгель         | Анна (в молодости)                         |
| Роланд Тойбнер      | Йозеф Коляйчек (дед Оскара)                |
| Войцех Пшоняк       | Файнгольд                                  |

## Дополнительная информация
В России просмотр фильма зрителям до 18 лет запрещён.

В 1997 году Американская фундаменталистская религиозная организация в Оклахоме заявила, что фильм является «детской порнографией». Это привело к гражданским искам и конфискации видеокассет правоохранительными органами. Фильм находился в свободном доступе на видео и широко распространялся по всем Соединённым Штатам, в том числе и в Оклахоме, и за это время «ни разу со стороны правительства не было заявлений, что фильм „Жестяной барабан“ непристоен или же является детской порнографией» (дело «Ассоциация производителей видеопрограммного обеспечения, Inc. против Оклахомы» и другие). — Дон Б. Соува

## Премии и призы
- Золотая пальмовая ветвь Каннского кинофестиваля 1979 года.
- Премия «Золотая чаша». Лучший немецкий фильм 1979 года.
- Премия «Оскар». Лучший фильм на иностранном языке, 1980.
- Премия Лос-Анджелесской ассоциации кинокритиков 1980 года.